# Clelia Gatti Aldrovandi
Clelia Gatti Aldrovandi (ur. 30 maja 1901, Mantua  – zm. 12 marca 1989, Rzym) – włoska harfistka i pedagog gry na harfie. Utwory dla niej komponował m.in. Nino Rota.